# A Dweller on Two Planets
A Dweller on Two Planets (Un locuitor pe două planete) sau The Dividing of the Way este o carte scrisă de Frederick Spencer Oliver, care s-a născut în 1866. Cartea a fost terminată în 1886, iar în 1894 manuscrisul a fost dactilografiat și protejat prin drepturi de autor și din nou în 1899, datorită unei adăugări. Cartea a fost publicată abia în 1905, de mama sa Mary Elizabeth Manley-Oliver, la șase ani după moartea lui Oliver în 1899.
În prefața amanuensis, Oliver prezintă cartea ca o relatare adevărată a trecutului real al adevăratului autor, numit „Phylos Tibetanul”, altfel identificat ca: „Yol Gorro” (sub-imagine în 1952 ediția 1 Bordon Pub.)

## Rezumat
În introducerea sa, Oliver susține că A Dweller on Two Planets a fost canalizată spre el prin scriere automată, viziuni și „dictații” mentale de către un spirit care se numește Phylos Thibetanul care i-a dezvăluit povestea pe o perioadă de trei ani, începând cu 1883.
În ceea ce privește Atlantida, cartea conține o relatare la persoana întâi a culturii locale, care a atins un nivel înalt de progres tehnologic și științific. Istoria lui personală și cea a unui grup de suflete cu care Phylos a interacționat îndeaproape este descrisă în contextul structurilor sociale, economice, politice și religioase care au modelat societatea din orașul Poseid. Viața cotidiană includea lucruri precum aeronave și submarine cu propulsie antigravitațională, televiziune, telefonie fără fir, generatoare de apă aeriene, aparate de aer condiționat și cale ferată de mare viteză. Cartea tratează subiecte ezoterice profunde, inclusiv karma și reîncarnarea și descrie încarnarea finală a lui Phylos în America din secolul al XIX-lea. În acea reîncarnare (ca minerul Walter Pierson, căutător de aur și student ocult al Adepților Teo-Cristici; Theo-Christic Adepts) a călătorit pe Venus/Hysperia într-un corp subtil, în timp ce forma sa fizică a rămas în templul din interiorul Muntelui Shasta. Descriind experiența sa cu adepții Hesperieni, Phylos relatează multe minuni, inclusiv lucrări de artă care înfățișează scene 3D care păreau vii. A văzut o mașină de scris cu voce și alte puteri oculte și tehnice. Unele dispozitive menționate au devenit între timp realitate (cum ar fi televizorul și telescopul atomic).
Într-o istorie personală detaliată a Atlantidei și a Americii de Nord din secolul al XIX-lea, Phylos trage împreună firele ambelor vieți în termeni familiari și inițiatici, dezvăluind în mod egal triumfurile și eșecurile lor și expunând cauza și efectele karmei de la o viață la alta. Povestea lui de viață este scrisă într-o mărturie personală a legii: „orice seamănă un om, aceea va și secera” și ca avertisment pentru această eră tehnologică de a nu repeta greșelile trecutului care au dus la distrugerea cataclismică a cetății „Poseid, regina valurilor”.

## Influențe
Cartea a influențat ideile referitoare la Atlantida, Lemuria și Muntele Shasta. Într-o introducere din 2002, John B. Hare spune că „este recunoscut în mod deschis ca material sursă pentru multe sisteme de credință din noua eră, inclusiv mișcarea „EU SUNT”, Lemurian Fellowship și Elizabeth Claire Prophet ”. În analiza istoriei lui Walter Kafton-Minkel Lumi subterane, Un locuitor pe două planete (Subterranean Worlds, A Dweller on Two Planets) nu a fost considerată o ficțiune foarte bună, dar a stabilit toate elementele principale ale mitului modern despre Muntele Shasta”.
În 1940, Lemurian Fellowship a publicat o „continuare” cu titlul An Earth Dweller's Return.